# فرنسيسكو سانتياغو رييس
فرنسيسكو سانتياغو رييس (بالإسبانية: Francisco Santiago Reyes)‏ (4 يوليو 1941 بأسونسيون في باراغواي - 31 يوليو 1976 بأسونسيون في باراغواي) هو لاعب كرة قدم باراغواياني في مركز الوسط. شارك مع منتخب باراغواي لكرة القدم. أما مع النوادي، فقد لعب مع أتلتيكو مدريد وأوليمبيا أسونسيون وبريزيدينتي هاييس وريفر بليت ونادي فلامنغو.

## وصلات خارجية
- فرنسيسكو سانتياغو رييس على موقع قاعدة بيانات كرة القدم.إي يو (الإنجليزية)